# مسجد فوتانيكوس
مسجد فوتانيكوس هو مسجد في حي فوتانيكوس في أثينا، اليونان. وهو أول مسجد رسمي في العاصمة اليونانية منذ حرب الاستقلال اليونانية. كانت أثينا هي العاصمة الأوروبية الوحيدة التي لم يكن فيها مسجد حتى تم تم يناء مسجد فوتانيكوس.واجه المشروع معارضة من الكنيسة الأرثوذكسية اليونانية واحتجاجات مدنية.